# Infanta (Sudafrica)
Infanta è un centro abitato sudafricano affacciato sull'oceano Indiano situato nella municipalità distrettuale di Overberg nella provincia del Capo Occidentale.